# Granada Tipo 4
La Tipo 4 o granada de cerámica (四 式 陶制 手 榴 弾, Yonen-shiki tosei Teryūdan) fue una granada de mano "última defensa", desarrollada por la Armada Imperial Japonesa en las últimas fases de la Segunda Guerra Mundial.

## Historia y desarrollo
A finales de 1944 e inicios de 1945, gran parte de la infraestructura industrial japonesa había sido destruida por los bombardeos estratégicos estadounidenses y había una creciente escasez de materias primas debido a los bloqueos navales estadounidenses y a la guerra submarina. Debido a la falta de metales para producir granadas de mano en las grandes cantidades que serían necesarias para contrarrestar la planeada invasión de Japón, la Oficina Técnica de la Armada Imperial Japonesa desarrolló un diseño de granada de mano barata, fácil de fabricar y hecha de cerámica o porcelana. Hornos famosos por la producción de cerámica tradicional japonesa, como los de Arita, Bizen y Seto, fueron puestos al servicio de la Armada para la fabricación de estas armas relativamente toscas. Había un enorme número de variantes en lo que a forma, tamaño y color respecta, ya que el diseño dependía de cada horno.

## Diseño
La granada Tipo 4 tenía un cuerpo de fragmentación hecho de terracota o porcelana. La granada era de forma redonda, con un gollete con una tapa de caucho y una espoleta simple. Este detonador no era más que un fulminante engarzado a una mecha con una longitud para cinco segundos. El otro extremo de la mecha, que estaba fuera de la cubierta de caucho, estaba cubierto con una mezcla empleada en las cabezas de fósforo. Una cubierta de caucho cubría todo el cuello y la espoleta. Un pequeño bloque de madera con un compuesto abrasivo en uno de sus lados, estaba contenido en la cubierta de caucho de la espoleta.

## Historial de combate
Las granadas Tipo 4 fueron suministradas en grandes cantidades a las organizaciones de protección civil, tales como los Cuerpos Voluntarios de Combate, Yokusan Sōnendan y organizaciones de reservistas que participaron en los preparativos contra la posible invasión de las islas japonesas por las fuerzas estadounidenses. Estas granadas de cerámica también fueron suministradas en grandes cantidades a las tropas de primera línea, sabiéndose que fueron empleadas en la Batalla de Iwo Jima y la Batalla de Okinawa.

## Galería

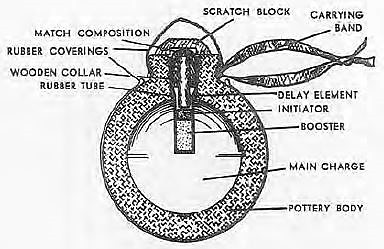
Corte esquemático de la Tipo 4.
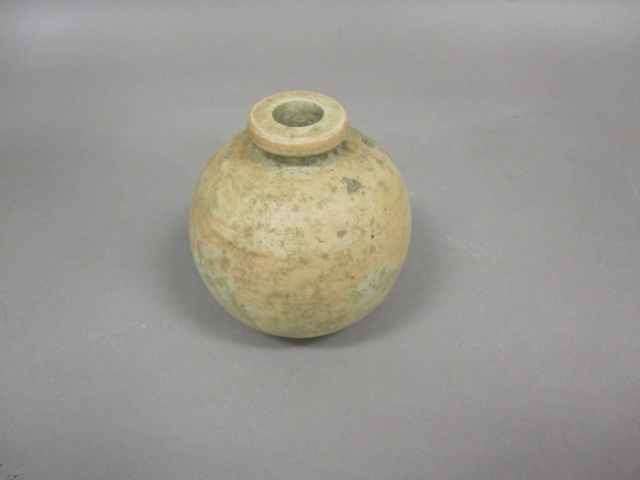
Carcasa de Tipo 4.
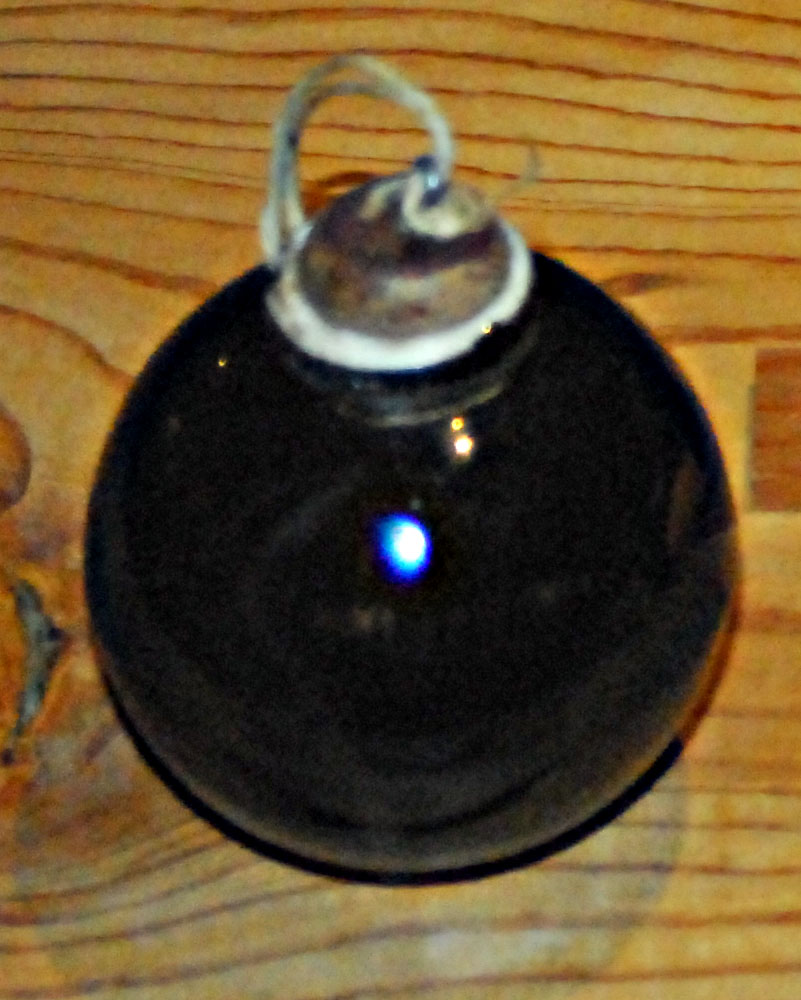
Una granada de porcelana Tipo 4.